# Bargoed

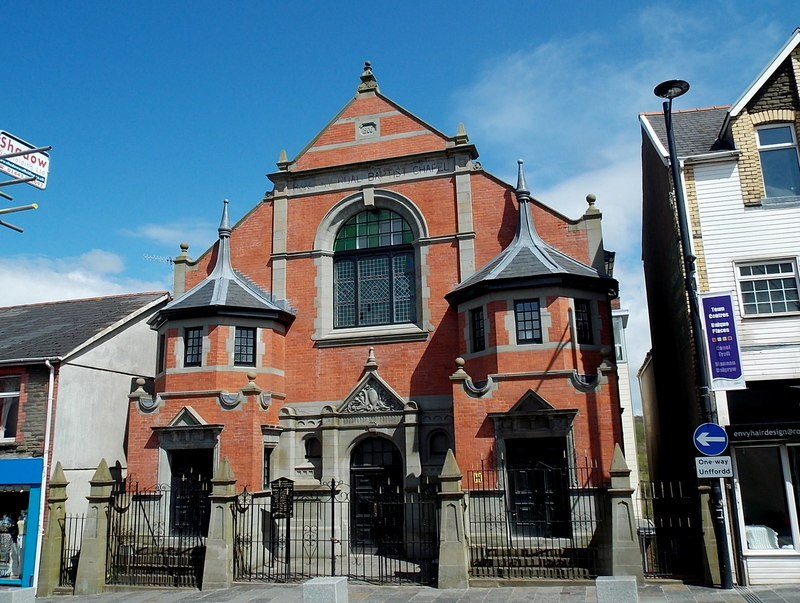
Edificio religioso en Bargoed

Bargoed (en galés también Bargod) es una pequeña ciudad de aproximadamente 11.000 habitantes al sureste de Gales que forma parte de la comunidad de Caerphilly y está situada a orillas del río Rhymney, en el valle de Rhymney. Es un antiguo centro industrial y minero.

## Geografía
Bargoed está a medio camino entre Aberdare y Caerphilly (al sureste de la primera y al norte de la segunda), 35,4 kilómetros al norte de Cardiff.

## Historia
Los primeros edificios del lugar se construyeron probablemente a partir de los años cuarenta del siglo XVII. Bargoed se desarrolló como centro industrial a partir del año 1903, cuando se inauguró una mina de carbón. Los trabajos comenzaron en 1897.
La mina de carbón local cerró sus instalaciones en los años 1980.

## Monumentos y puntos de interés

### Arquitectura religiosa
El principal edificio religioso es la iglesia dedicada a Santa Gladys, construida en dos etapas, entre 1877 y 1879 con el proyecto de J.Pritchard, y entre 1893 y 1894 siguiendo el proyecto de E.M.Bruce Vaughan.

## Sociedad

### Evolución demográfica
Según los datos del censo de 2011, Bargoed tenía una población aproximada de 11.537 habitantes, de los cuales 5.956 eran mujeres y 5.777 hombres.
La localidad experimentó una ligera pérdida demográfica respecto a 2001, cuando tenía una población de 11.610 habitantes. Pese a ello, las cifras subieron en 2016 con 11.733 habitantes censados.

## Deporte
El equipo de rugby local es el Bargoed RFC.